# Diaplektisches Glas
Diaplektisches Glas (altgriechisch: durchgeschlagenes Glas) bildet sich, wenn die Gitterstruktur eines Kristalls durch extreme Drücke in Form von Stoßwellen zerstört wird, ohne dass eine flüssige Phase durchlaufen wird.
Derartige Schockwellen können z. B. bei einem sehr großen Meteoriteneinschlag entstehen (Impaktmetamorphose). Diaplektische Gläser können daher z. B. in der Umgebung von Meteoritenkratern wie dem Nördlinger Ries gefunden werden, wo vor etwa 15 Millionen Jahren ein extraterrestrischer Körper einschlug. Aber auch unterirdische Atombombenversuche können Diaplektisches Glas erzeugen (siehe auch: Metamorphose (Geologie)).
Als Resultat ergibt sich jeweils ein amorpher Körper, der jedoch – anders als bei der Entstehung von herkömmlichem Glas – nicht durch Schmelzen und Erstarrung entstanden ist.
Diaplektische Gläser gelten als eine besondere Art der Impaktgläser, die aus einer Stoßwellen-Metamorphose hervorgehen, werden von diesen und den Tektiten aber unterschieden. Die anderen Impaktschmelzgläser entstehen zwar auch bei großen Einschlägen, sind aber durch Aufschmelzen und schnelles Abkühlen von Gesteinsmaterial wie herkömmliche Gesteinsgläser entstanden.
Hieraus ergeben sich folgende Unterscheidungsmerkmale zwischen diaplektischen Gläsern und Schmelzgläsern:
- Diaplektisches Glas verbleibt im Gestein an der Position, an welcher sich das Ursprungsmineral befand, es unterscheidet sich von diesem jedoch wesentlich durch sein optisch isotropes Verhalten, während die äußere Form (Kristallgrenzen, Spaltrisse) des Ursprungsminerals erhalten bleibt.
- Eine Glasphase, die tatsächlich aufgeschmolzen war, ist demgegenüber beweglich und zeigt oft auch dementsprechende Fließtexturen (eingeregelte Einschlüsse, langgezogene Gasblasen).
- Diaplektisches Glas enthält keine Gasblasen, Schmelzglas kann Gasblasen enthalten.
- Dichte und Brechungsindex sind bei diaplektischem Glas höher als bei einem Schmelzglas der gleichen Zusammensetzung.

Diaplektisches Glas kann z. B. aus Quarzkristallen oder Feldspäten entstehen. Bei Maskelynit aus Meteoriten handelt es sich aber um abgeschreckte Plagioklasschmelzen.
Diaplektische Gläser, Impaktgläser und Tektite zählen zu den Impaktiten.